# Ikoma

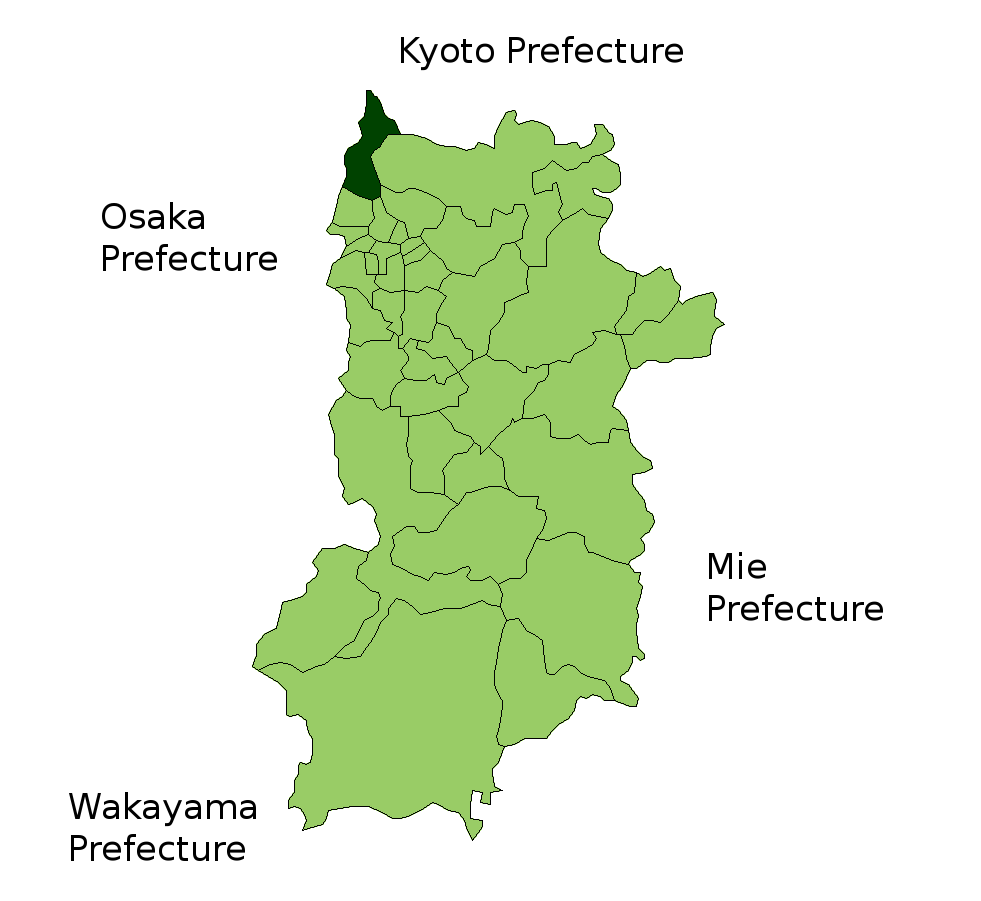

Ikoma (五條市 Ikoma-shi?) este un municipiu din Japonia, prefectura Nara.